# Graiocèles
Les Graiocèles (latinisé en Garocelli) étaient un petit peuple gaulois, qui, avec les Ceutrons en vallée de la Tarentaise et Haut-Faucigny, les Salasses en Vallée d'Aoste ou encore les Médulles en Maurienne et sur le Mont-Cenis (Col du Mont-Cenis), contrôlaient les principaux cols alpins.
Les Graiocèles ont donné leur nom aux Alpes grées (Graie en latin).

## Géographie
Leur implantation territoriale n'est connue que par la mention de Jules César qui les situe entre les peuples Ceutrons et Caturiges. Les Graiocèles étaient ainsi très probablement installés dans la vallée de la Doire supérieure (un affluent du Pô), et en partie sur le versant de la Haute-Maurienne.
La capitale de ce peuple, d'après les documents, était Ocellum. L'archiviste départemental de la Savoie, Jules-Joseph Vernier, observe dans son Étude historique et géographique sur la Savoie (1896) que plusieurs sites ont été avancés pour accueillir Ocellum : Segusium (Suse), ou vers Ocelum (Oulx), en aval de Suse, ou encore dans la vallée d'Ussel, voire peut être dans le Briançonnais. Le chanoine Gros indique que Dom Rocher (ou Rochex), auteur de l'ouvrage Gloires de l'Abbaye de Novalaise, « prétend avoir lu quelque part (il ne dit pas dans quel auteur), qu'Aussois portait jadis le nom d'Occellum. Inutile de le réfuter ».

## Histoire
Les Graiocèles ne nous sont connus que par une mention de Jules César, dans ses Commentaires sur la Guerre des Gaules. Il cite les Graiocèles, lorsqu'ils tentent, en 58 av. J.-C. de s'opposer avec les Ceutrons et les Caturiges, à son passage entre Ocellum en Gaule cisalpine et le territoire des Voconces :
« [...] il (César) gagne l’Italie par grandes étapes ; il y lève deux légions, en met en campagne trois autres qui prenaient leurs quartiers d’hiver autour d’Aquilée, et avec ses cinq légions il se dirige vers la Gaule ultérieure, en prenant au plus court, à travers les Alpes. Là, les Centrons, les Graiocèles, les Caturiges, qui avaient occupé les positions dominantes, essayent d’interdire le passage à son armée. »
— Jules César, Livre I, 10.
Les peuples gaulois des Alpes ne sont soumis qu'en -16. La victoire romaine est commémorée sur l'arc de triomphe de Suse (9-8 avant J.-C.). Toutefois, les Graiocèles ne se trouvent pas parmi les quatorze peuples, sous la dépendance du roi Marcus Julius Cottius, fils de Donnus, mentionnés sur l'arc,. Ils ne sont pas non plus mentionnés sur le trophée des Alpes qui commémore la même victoire.